# Insecte ca sursă de hrană

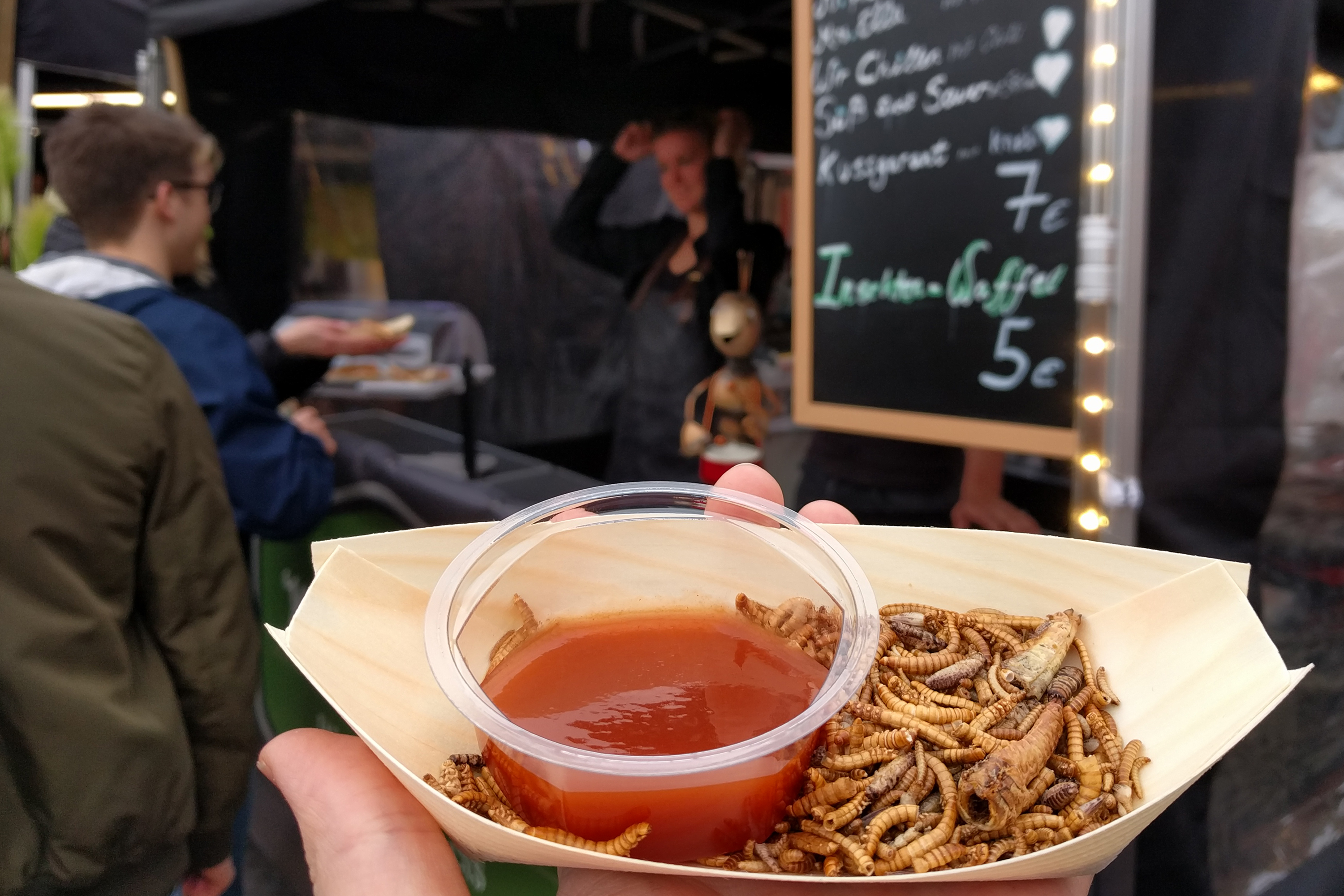
Insecte comestibile întregi, prăjite; mâncare stradală în Germania

Insectele ca sursă de hrană sau insectele comestibile sunt specii de insecte folosite pentru consumul uman. Se estimează că peste 2 miliarde de oameni mănâncă insecte în fiecare zi. La nivel global, peste 2.000 de specii de insecte sunt considerate comestibile, deși pentru producția de masă industrializată și autorizarea la nivel regional pentru utilizare se discută despre un număr mult mai mic. Multe insecte sunt foarte hrănitoare, dar conținutul nutrițional depinde de specie și de alți factori, cum ar fi dieta și vârsta. Insectele oferă o mare varietate de arome și sunt consumate în mod obișnuit întregi sau sub formă de pudră folosită în diferite feluri de mâncare și produse alimentare procesate, precum burgeri, paste sau gustări. Ca și alte alimente, pot exista riscuri asociate cu consumul de insecte, cum ar fi reacțiile alergice. Pe măsură ce crește interesul comercial pentru insecte ca sursă de hrană, țările introduc noi reglementări pentru a supraveghea producția, procesarea, comercializarea și consumul.

## Insecte comestibile

### Specii de insecte consumate frecvent
Tabelul de mai jos clasifică ordinele insectelor în funcție de numărul și procentul de specii confirmate a fi consumate și prezintă procentul fiecărui ordin de insecte din diversitatea speciilor de insecte cunoscute.  Cu excepția ordinelor Orthoptera și Diptera, există o aliniere strânsă între diversitatea speciilor și consum, ceea ce sugerează că oamenii tind să mănânce acele insecte care sunt cele mai disponibile.
| Ordin       | Denumirea comună                                 | Numărul de specii confirmate consumate de oameni | Procentul de specii de insecte consumate de oameni (%) | Procentul din totalul speciilor de insecte (%) |
| ----------- | ------------------------------------------------ | ------------------------------------------------ | ------------------------------------------------------ | ---------------------------------------------- |
| Coleoptera  | Coleoptere                                       | 696                                              | 33                                                     | 38                                             |
| Lepidoptera | Fluturi, molii                                   | 362                                              | 17                                                     | 16                                             |
| Hymenoptera | Albine, viespi, furnici                          | 321                                              | 15                                                     | 12                                             |
| Orthoptera  | Lăcuste, greieri                                 | 278                                              | 13                                                     | 2                                              |
| Hemiptera   | Cicadoidea, cicadellidae, fulgoroidea, coccoidea | 237                                              | 11                                                     | 10                                             |
| Odonata     | Libelule                                         | 61                                               | 3                                                      | 1                                              |
| Blattodea   | Termite, blattaria                               | 59                                               | 3                                                      | 1                                              |
| Diptera     | Muște                                            | 37                                               | 2                                                      | 15                                             |
| Alte        | –                                                | 45                                               | 2                                                      | 6                                              |

### Geografia consumului de insecte

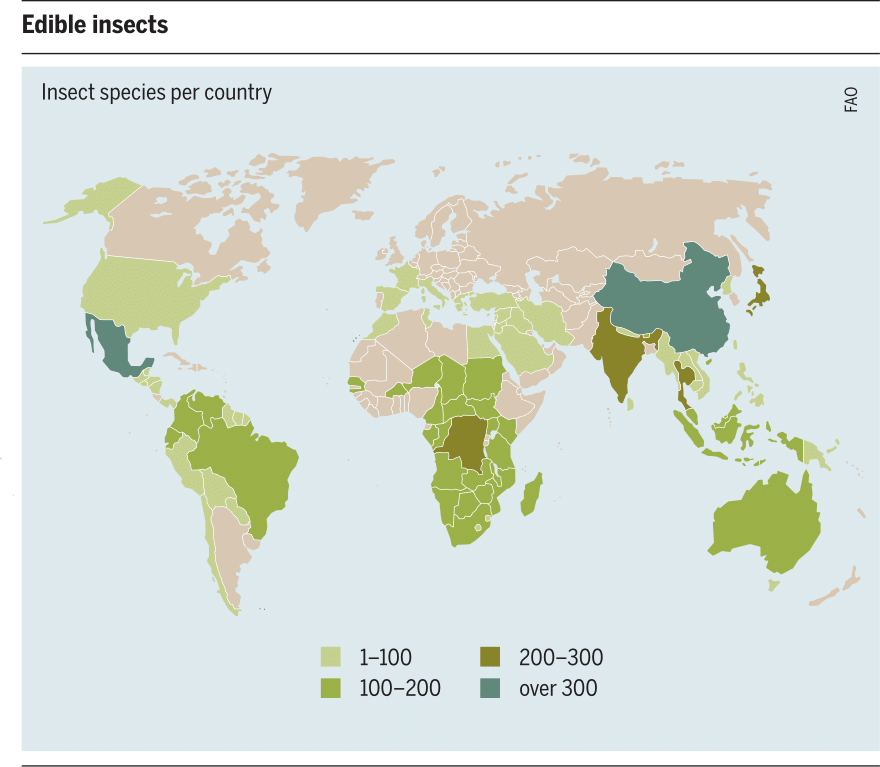
Numărul de specii de insecte comestibile pe țară

Consumul de specii de insecte variază în funcție de regiune din cauza diferențelor de mediu, ecosisteme și climă. Numărul de specii de insecte consumate pe țară este cel mai mare în regiunile ecuatoriale și subtropicale, o reflectare a abundenței mai mari de insecte, a biodiversității observate la latitudini mai mici și a disponibilității acestora pe tot parcursul anului.

### Insecte comestibile pentru producția de masă industrializată
Pentru a crește interesul consumatorilor pe piețele occidentale, cum ar fi Europa și America de Nord, insectele au fost procesate într-o formă nerecunoscută, cum ar fi pulbere sau făină. Factori politici, cadre universitare, precum și producători de alimente pentru insecte pe scară largă, cum ar fi Entomofarms din Canada, Aspire Food Group din Statele Unite, Protifarm și Protix din Țările de Jos și Bühler Group din Elveția, se concentrează pe șapte specii de insecte adecvate consumului uman, precum și producției industrializate în masă:
- Viermi de făină (Tenebrio molitor) ca larve
- Viermi de făină mai mici (Alphitobius diaperinus) ca larveClătite din pudră de insecte, servite cu căpșuni și skyr

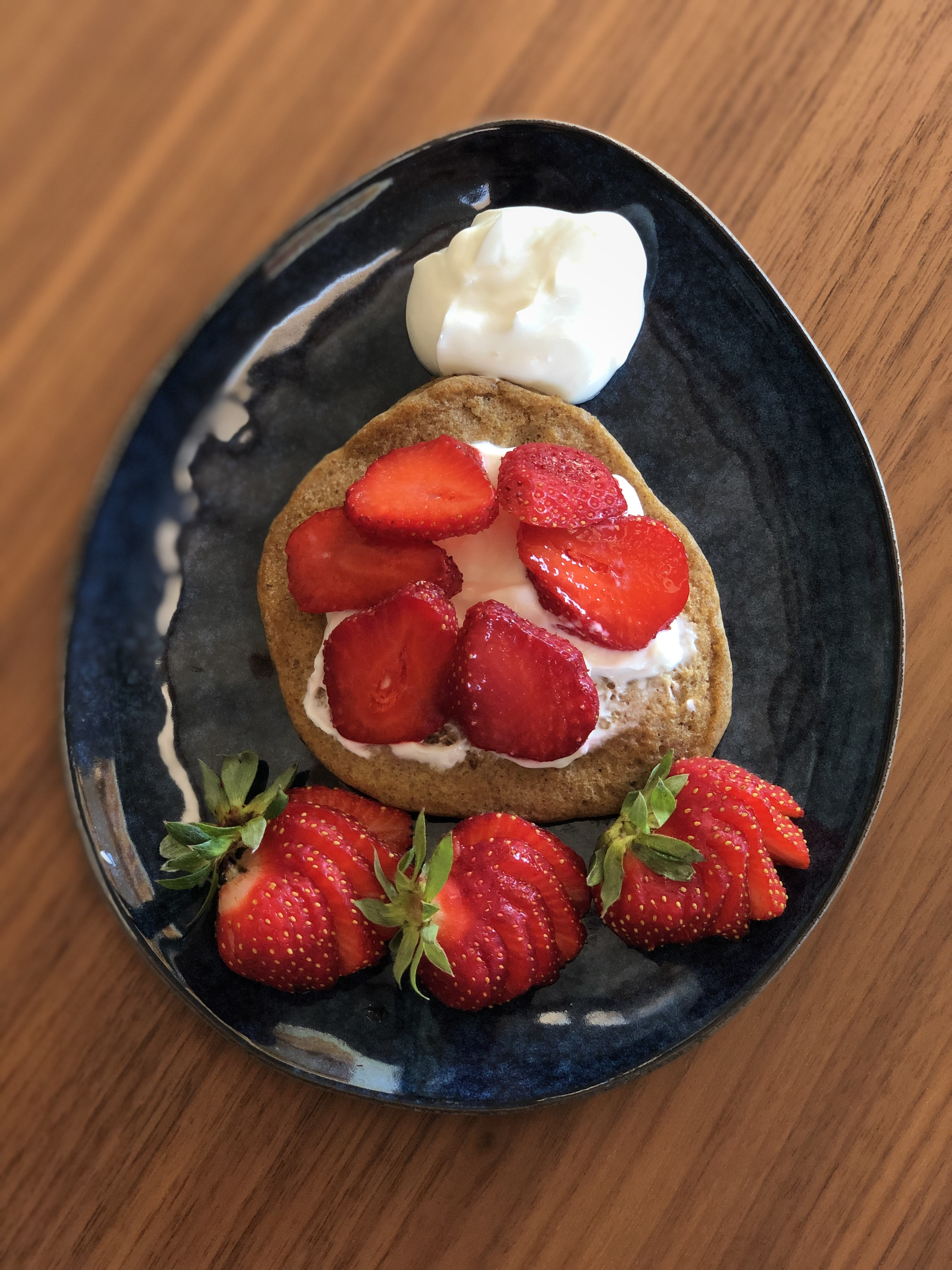
Clătite din pudră de insecte, servite cu căpșuni și skyr

- Greieri de casă (Acheta domesticus)
- Greieri tropicali de casă (Gryllodes sigillatus)
- Lăcustă migratoare europeană (Locusta migratoria)
- Musca „soldatul negru” (Hermetia illucens)
- Musca de casă (Musca domestica)

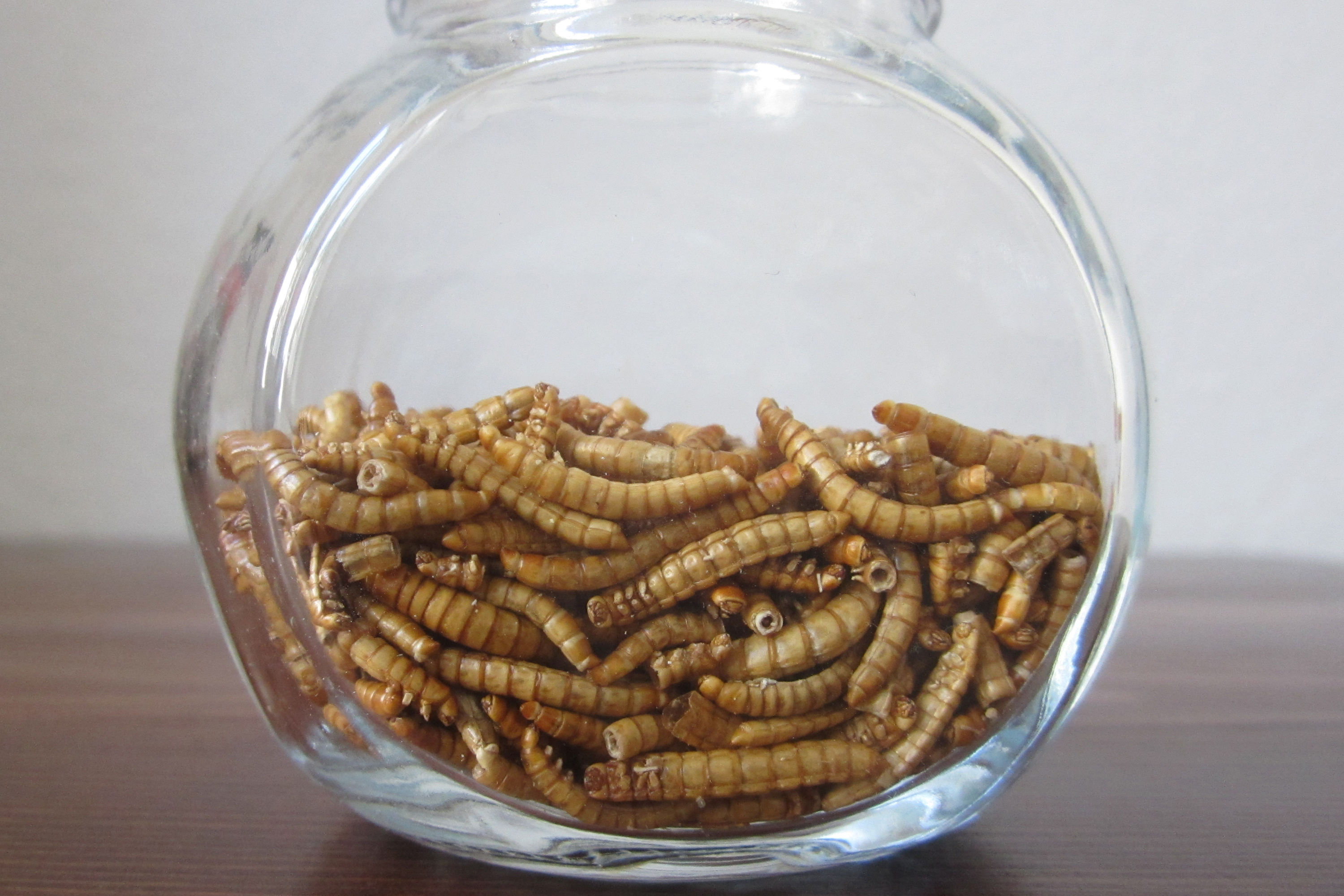
Viermi de făină liofilizați ca aliment (sau ingredient alimentar)
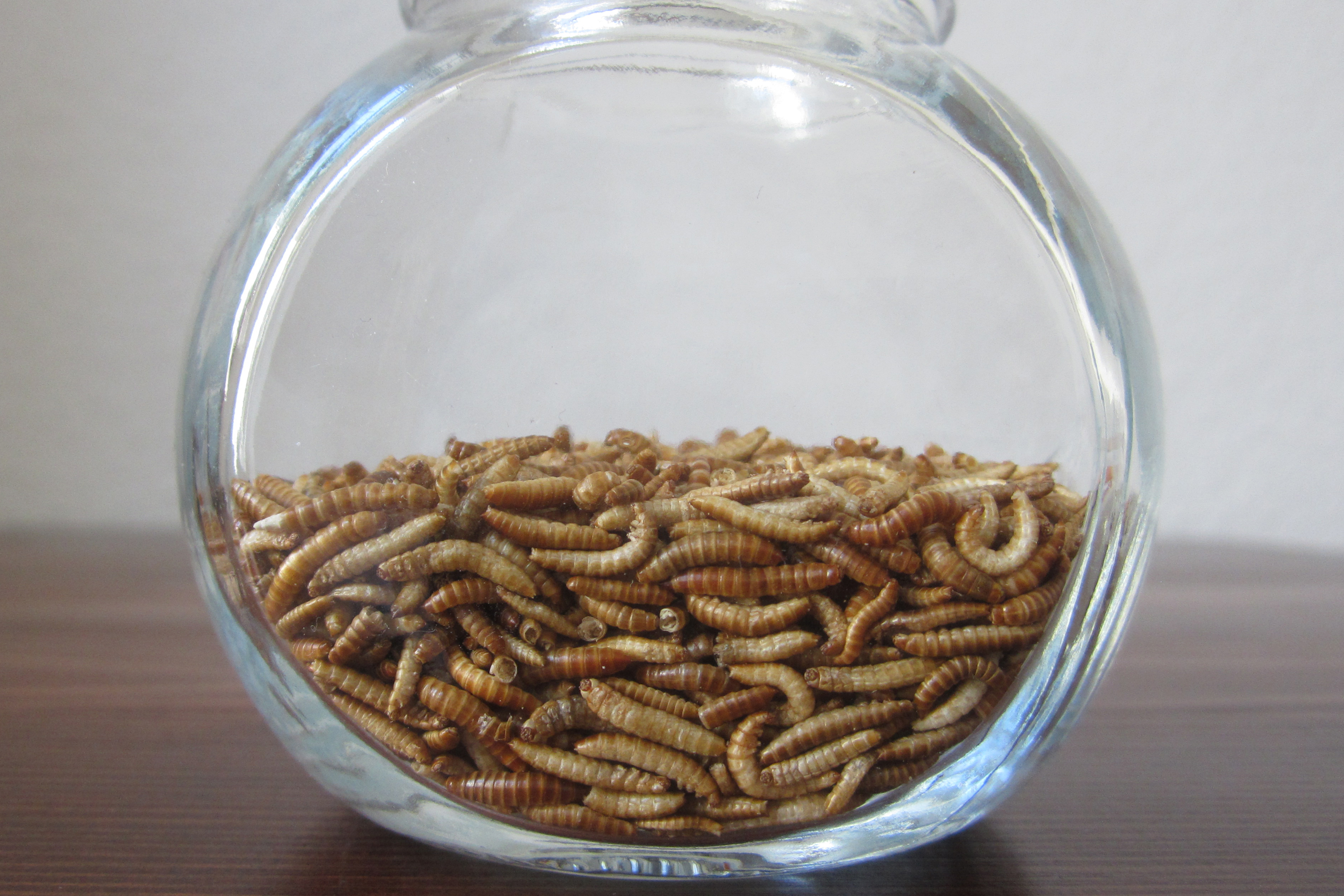
Viermi bivoli ca aliment (sau ingredient)
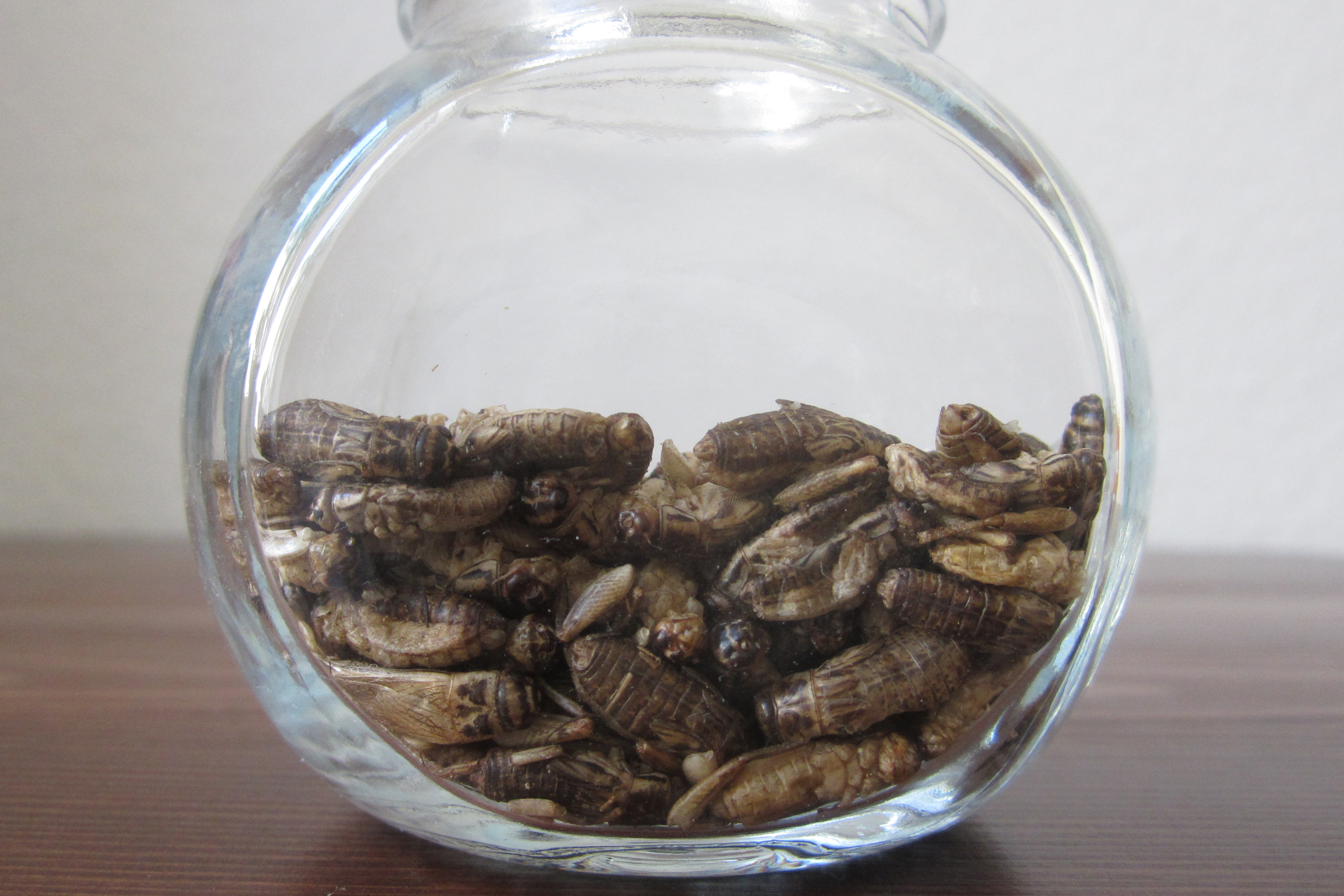
Greieri de casă ca aliment (sau ingredient)
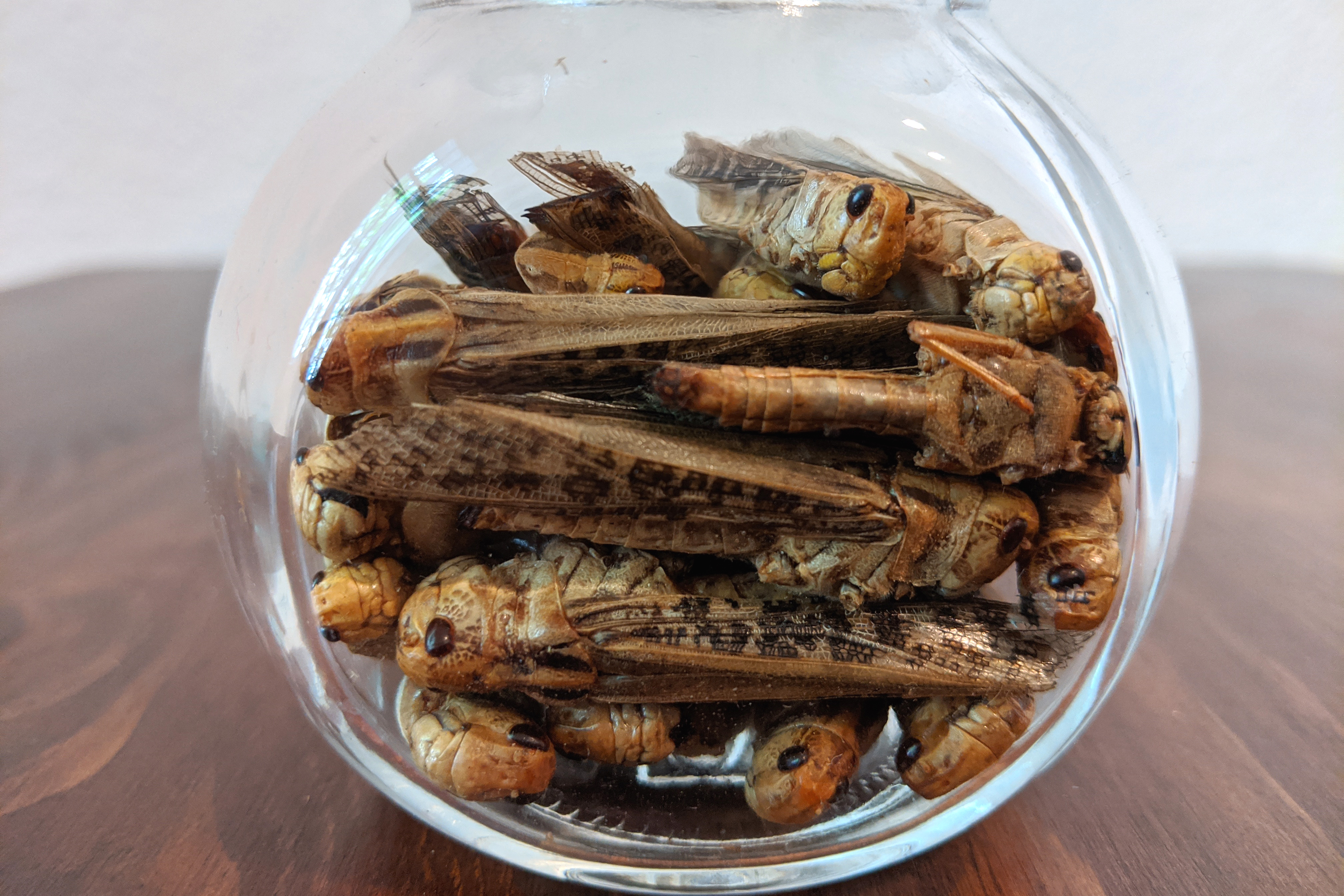
Lăcuste migratoare ca aliment (sau ingredient)

## Profil nutrițional

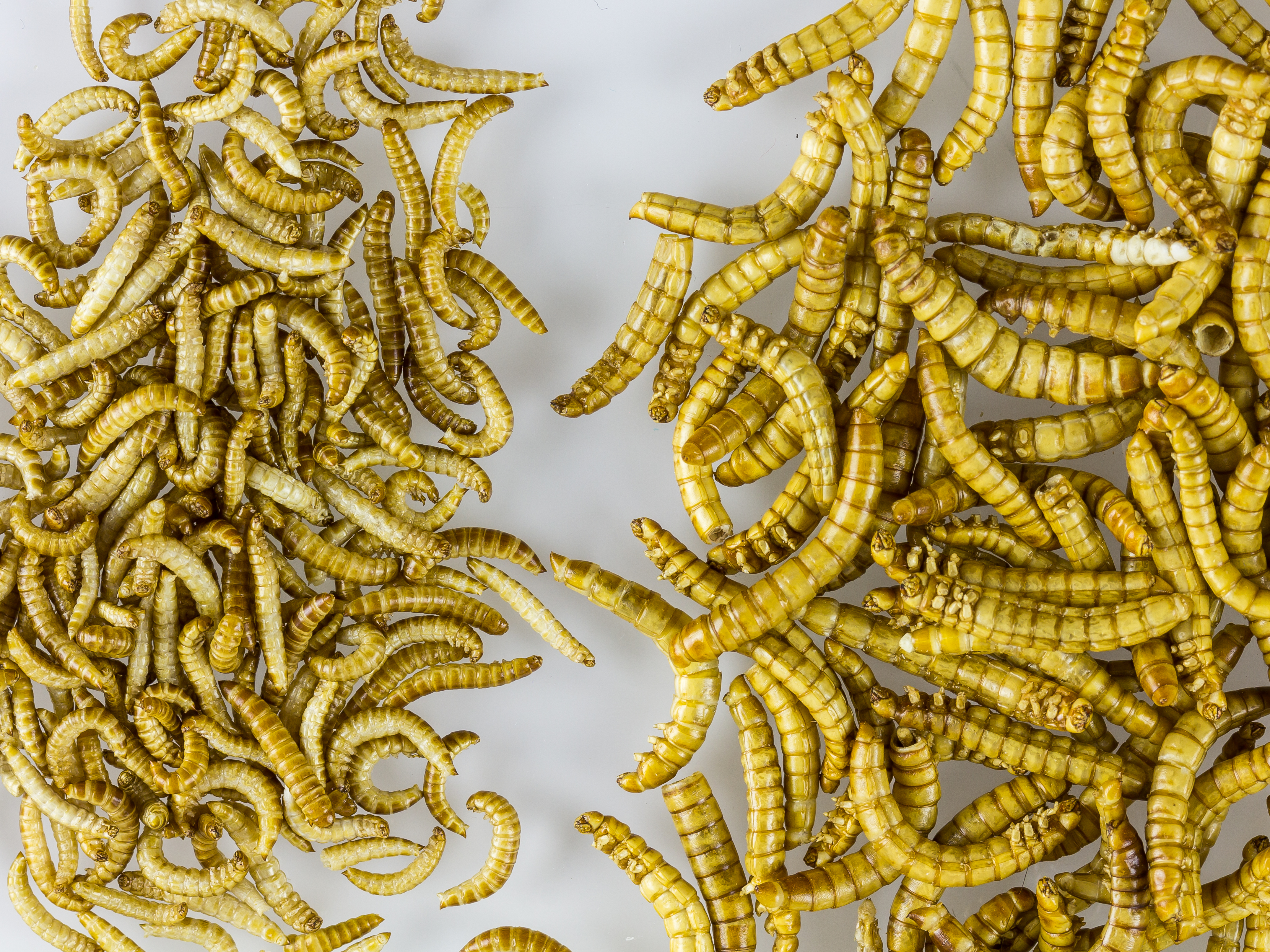
Viermi de făină liofilizați și viermi de făină mai mici.

Profilurile nutriționale ale insectelor comestibile sunt foarte variabile, având în vedere numărul mare de specii consumate. Pe lângă diferențele dintre specii, conținutul nutrițional poate fi afectat de originea geografică și metoda de producție (sălbatică sau de fermă), dietă, vârstă, stadiu de dezvoltare și sex. De exemplu, femelele greieri de casă (Acheta domestica) conțin mai multe grăsimi decât masculii, în timp ce masculii conțin mai multe proteine decât femelele.
Unele insecte (de exemplu greierii, viermii de făină) sunt o sursă de proteină completă și oferă niveluri similare de aminoacizi esențiali ca și boabele de soia, deși mai puțin decât cazeina. Au fibre alimentare, minerale esențiale, vitamine precum B12, riboflavină și vitamina A și includ în mare parte grăsimi nesaturate.

## Caracteristici organoleptice
Caracteristicile organoleptice ale insectelor comestibile variază între specii și sunt influențate de mediu. De exemplu, insectele acvatice comestibile, cum ar fi corixidele și larvele de libelule, au o aromă de pește, în timp ce dytiscidele au gust de scoici. Mediul nu este întotdeauna un predictor al aromei, deoarece insectele comestibile terestre pot prezenta, de asemenea, arome asemănătoare peștelui (de exemplu greieri, lăcuste). Au fost identificați peste 400 de compuși volatili responsabili pentru aroma și gustul insectelor comestibile. Substanțele chimice feromonice contribuie la arome și gusturi înțepătoare la unele specii, iar prezența acizilor organici (cum ar fi acidul formic la furnici) face ca unele specii să aibă gust acru.
Caracteristicile organoleptice depind de stadiul de dezvoltare al insectei (ou, larvă, pupă, nimfă sau adult) și se pot schimba semnificativ pe măsură ce o insectă se maturizează. De exemplu, textura se poate schimba de la moale la crocant pe măsură ce o insectă se dezvoltă de la larvă la adult datorită creșterii chitinei exoscheletice. Metoda de gătit este considerată cea mai puternică influență asupra aromei finale a insectelor comestibile. Metodele de gătire umedă, cum ar fi opărirea sau gătirea la abur, elimină feromonii și compușii de miros, rezultând o aromă mai blândă, în timp ce metodele de gătit uscat, cum ar fi prăjirea și coptul, introduc arome mai complexe.
Tabelul de mai jos oferă descriptori comuni de gust pentru o selecție de insecte comestibile. Gusturile vor varia în funcție de metoda de preparare (de exemplu, crudă, uscată, prăjită etc). 
| Insectă                  | Denumire științifică    | Etapă de dezvoltare | Gust                                          |
| ------------------------ | ----------------------- | ------------------- | --------------------------------------------- |
| Vierme agave (alb)       | Aegiale hesperiaris     | Larvă               | Piele crocantă                                |
| Vierme agave (roșu)      | Comadia redtenbacheri   | Larvă               | Picant                                        |
| Furnici                  | Familia Formicidae      | Adult               | Dulce, nuci                                   |
| Furnica dulgher          | Camponotus spp.         | Adult               | Lămâie caramelizată                           |
| Formica                  | Formica spp.            | Adult               | Lime din Indonezia (Citrus hystrix)           |
| Fluturele negru          | Ascalapha odorata       | Larvă               | Hering                                        |
| Blattaria                | Ordin Blattodea         | -                   | Ciupercă                                      |
| Greieri                  | Superfamilia Grylloidea | Adult               | Pește                                         |
| Helicoverpa zea          | Helicoverpa zea         | Larvă               | Porumb dulce                                  |
| Libelule                 | Infraordin Anisoptera   | Larvă               | Pește                                         |
| Lăcuste                  | Subordin Caelifera      | Adult               | Pește                                         |
| Albine                   | Apis spp.               | Pui                 | Unt, lapte, plante, vegetale, carne, ciuperci |
| Viermele galben de făină | Tenebrio molitor        | -                   | Nucă (larvă); pâine integrală (adult)         |
| Pseudococcidae           | Family Pseudococcidae   | -                   | Cartof prajit                                 |
| Pentatomide              | Familia Pentatomidae    | Adult               | Măr                                           |
| Termite                  | Infraordin Isoptera     | Adult               | Nucă                                          |
| Membracidae              | Familia Membracidae     | -                   | Avocado, dovlecel                             |
| Viespi                   | Subordin Apocrita       | -                   | Semințe de pin                                |
| Corixidae                | Familia Corixidae       | -                   | Caviar (ou); pește, crevete (adult)           |

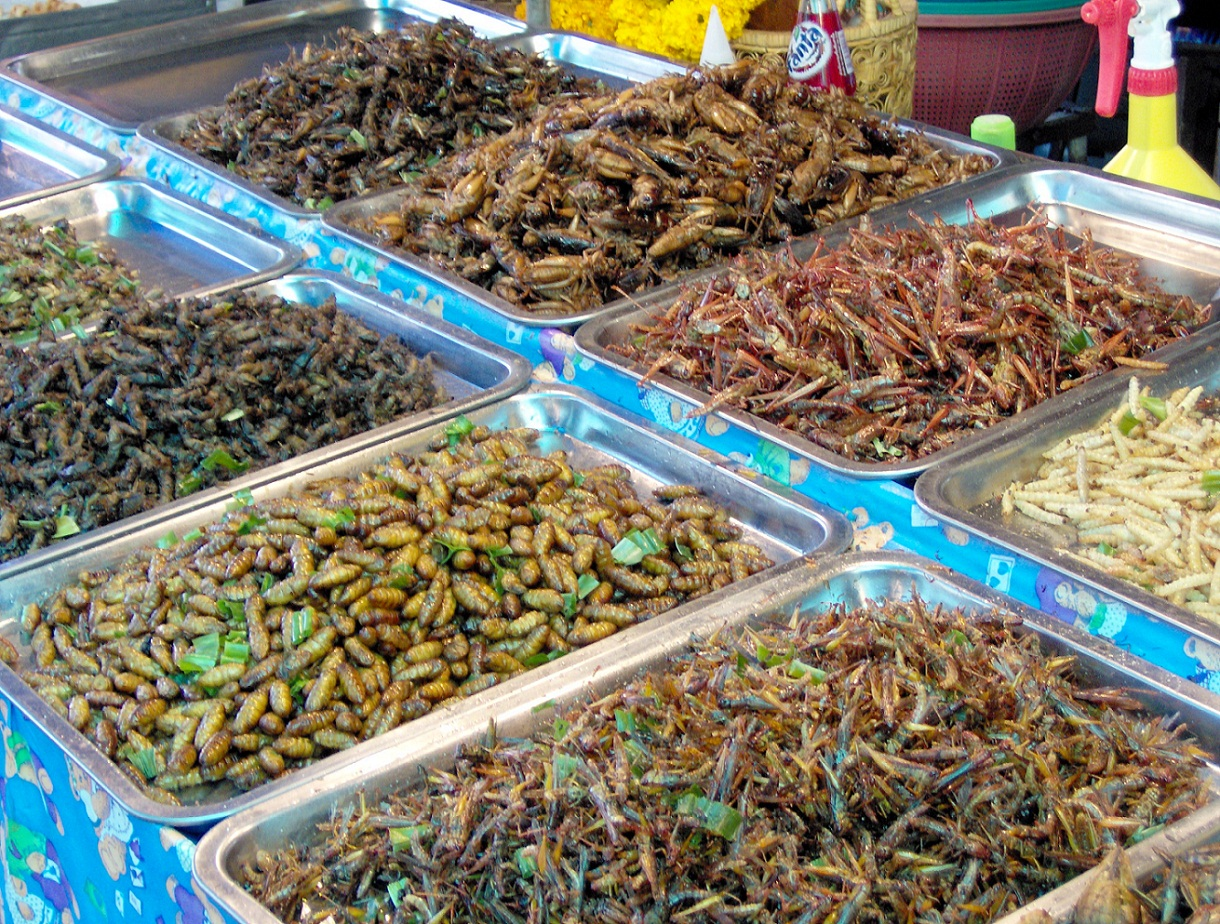
Insecte prăjite, Thailanda
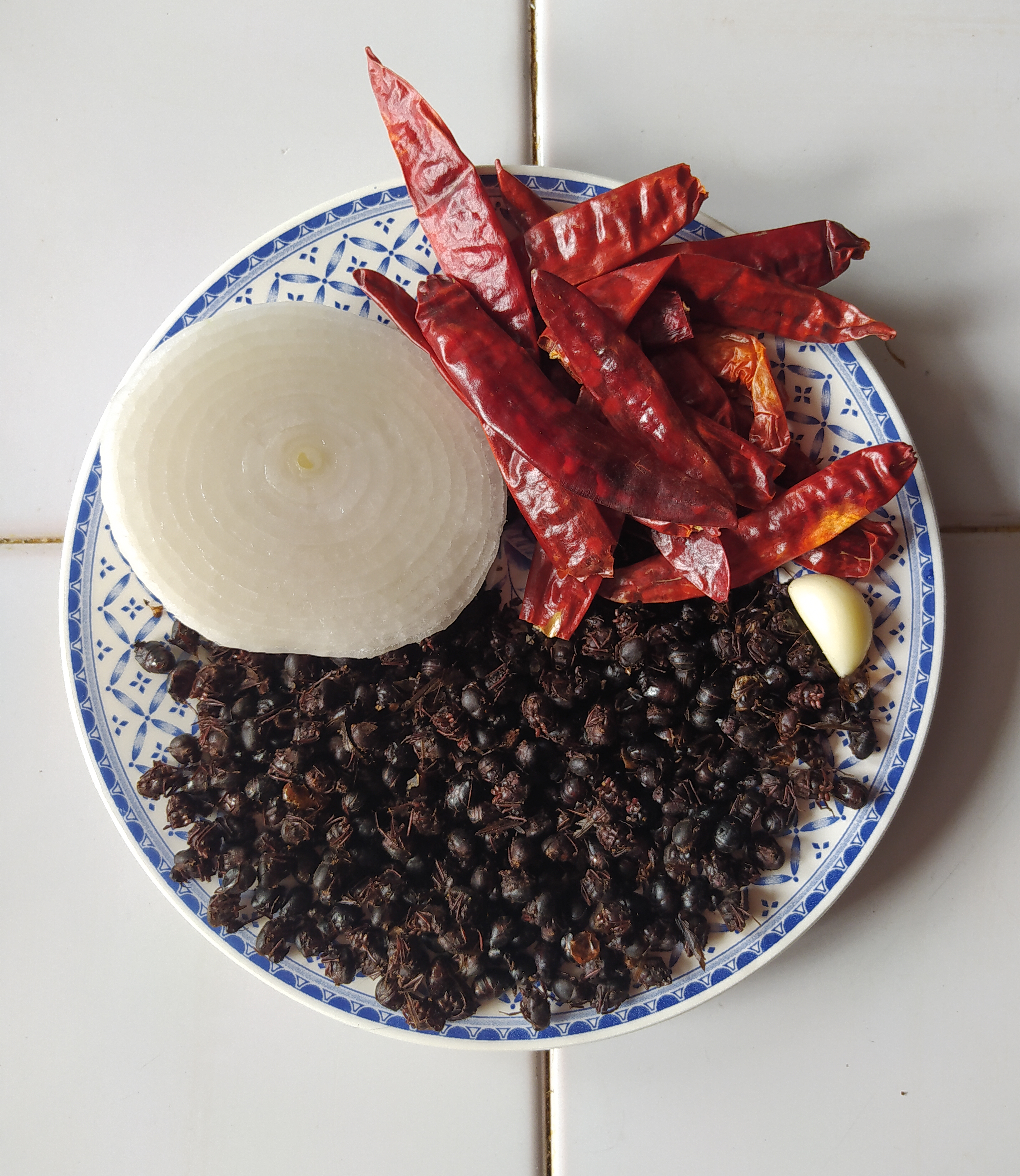
Ingrediente pentru salsa de furnici chicatanas
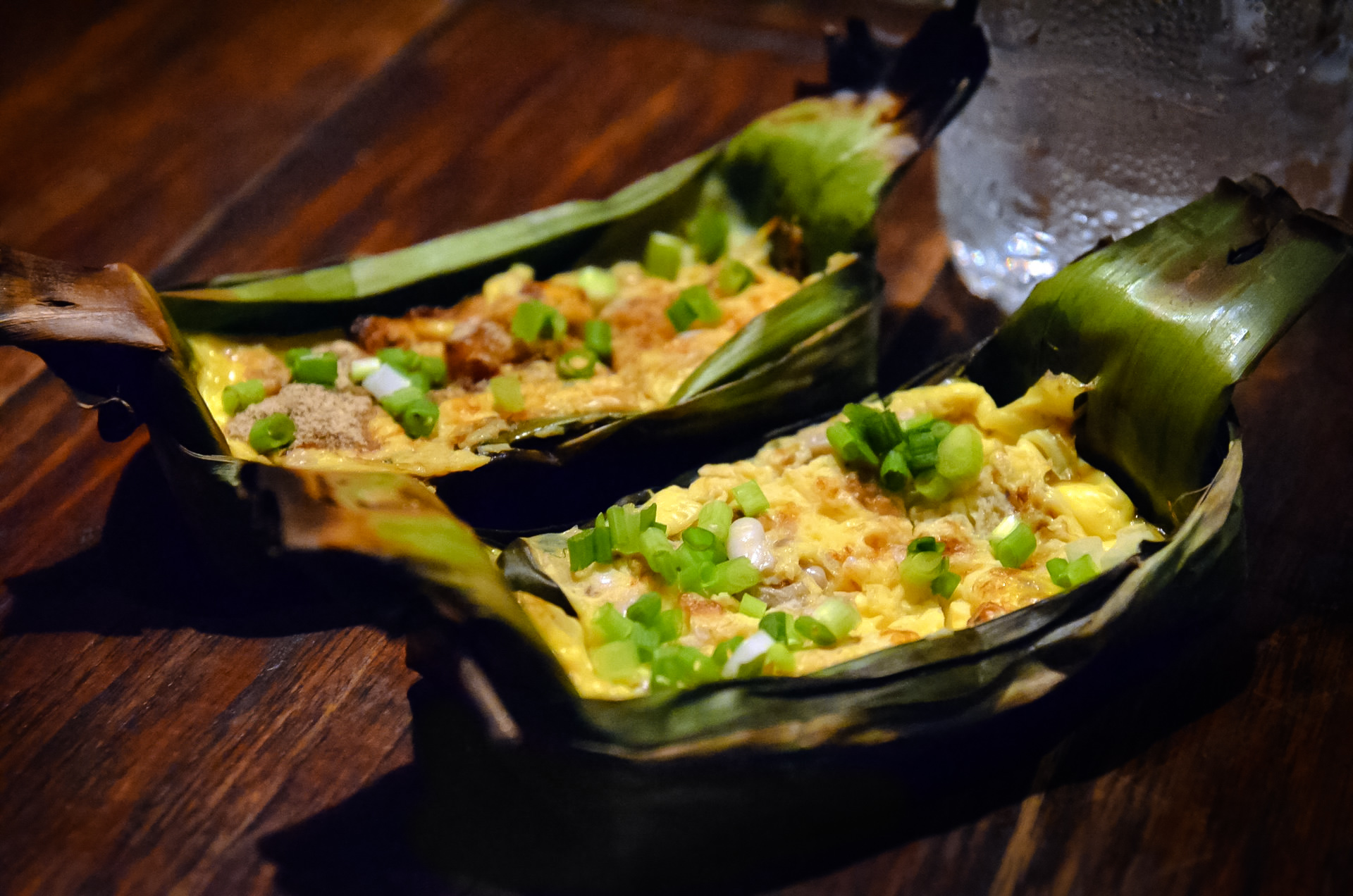
Ouă de furnici într-o omletă de ouă de găină
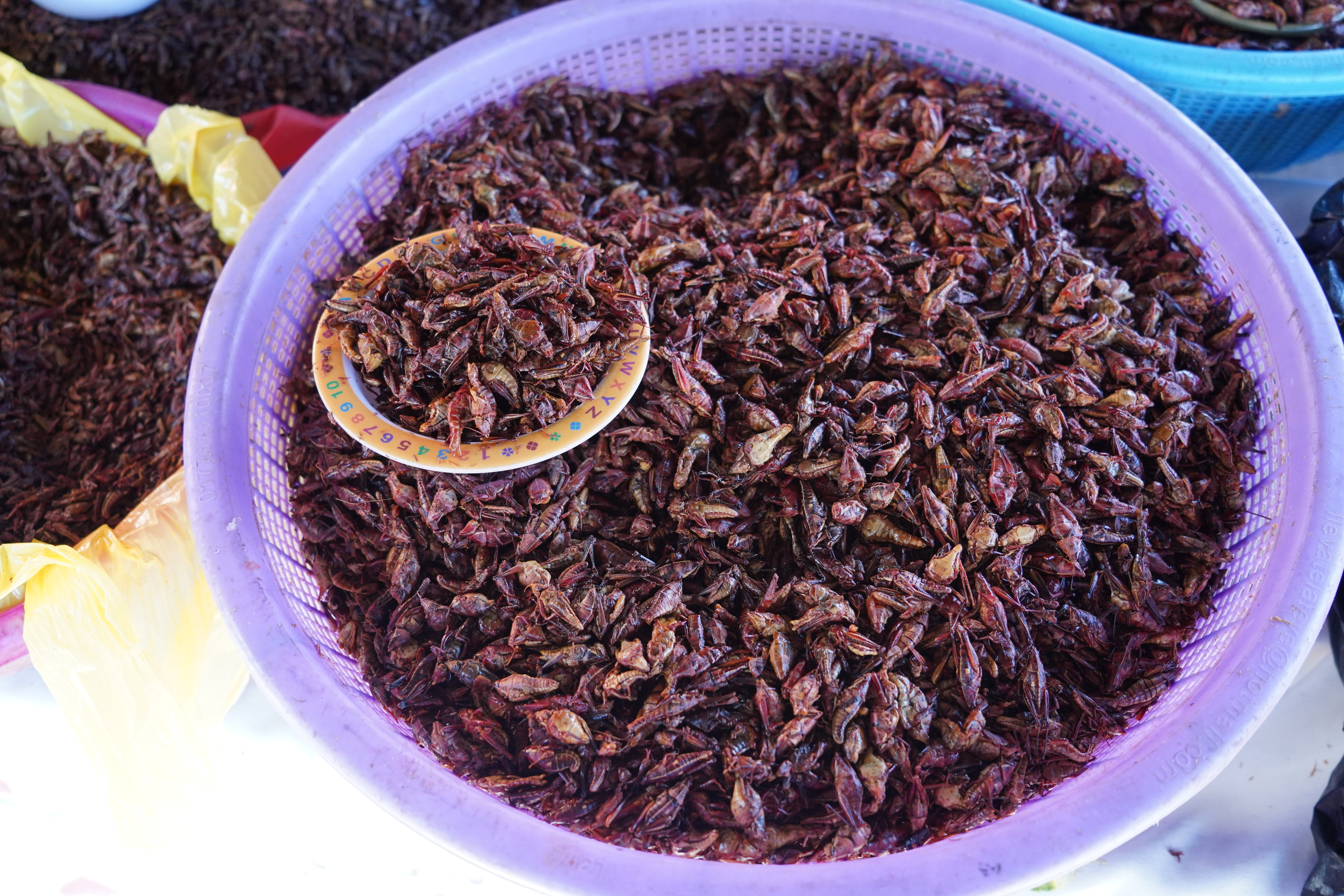
Greieri gătiți de mâncat, Piața Tlacolula, Mexic

## Entomocultură
Insectele comestibile sunt crescute în ferme specializate de insecte. Insectele sunt crescute de la ouă la statutul de larve (viermi de făină, viermi de făină mai mici) sau la forma lor matură (greieri, lăcuste) în fermele industrializate de insecte și apoi ucise prin controlul temperaturii.
Pe lângă compoziția nutrițională și digestibilitatea, speciile de insecte sunt selectate pentru ușurința creșterii de către producător pe baza unor factori precum susceptibilitatea la boli, rata de dezvoltare și schimbarea de generație.

### Produse alimentare din insecte
Următoarele alimente procesate sunt produse în America de Nord, Canada și UE:
- Făină de insecte: insecte pulbere, uscate prin congelare (de exemplu, făină de greieri).
- Burger de insecte: chifteluțe de hamburger făcute din pudră de insecte/făină de insecte (în principal din viermi de făină sau din greier de casă) și alte ingrediente.[37]
- Batoane de fitness din insecte: Batoane proteice care conțin pudră de insecte (în mare parte greieri de casă).
- Paste cu insecte: Paste făcute din făină de grâu, îmbogățite cu făină de insecte (greieri de casă sau viermi de făină).
- Pâine de insecte: Pâine coaptă cu făină de insecte (mai ales greieri de casă).[38]
- Gustări din insecte: Chips, snacks făcute cu pudră de insecte și alte ingrediente.[39]

Companiile de alimente și băuturi, cum ar fi comania australiană de bere Bentspoke Brewing Co și startup-ul sud-african Gourmet Grubb, au introdus berea pe bază de insecte, o alternativă la lapte și înghețata cu insecte.

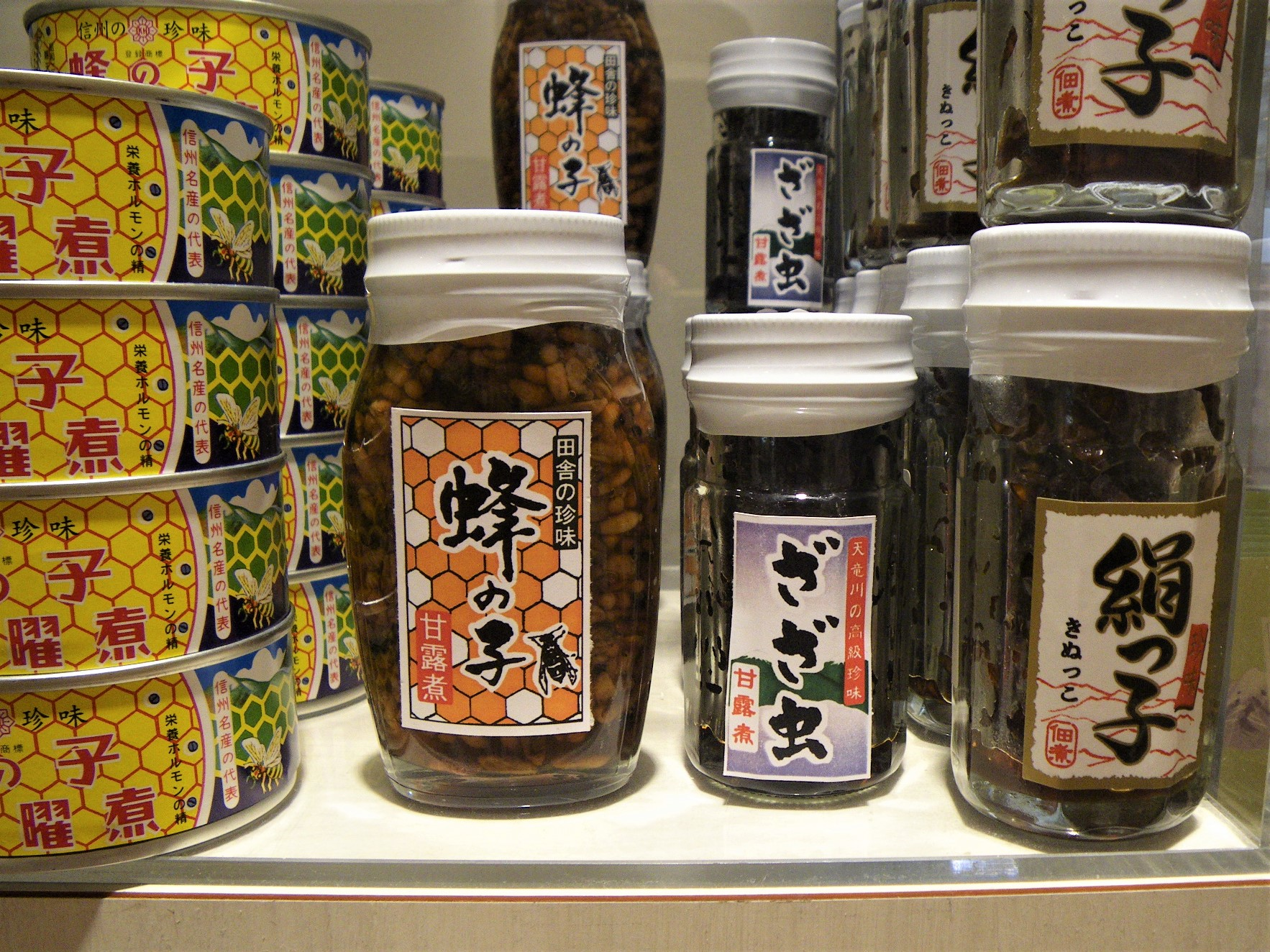
Insecte la un magazin alimentar din Japonia
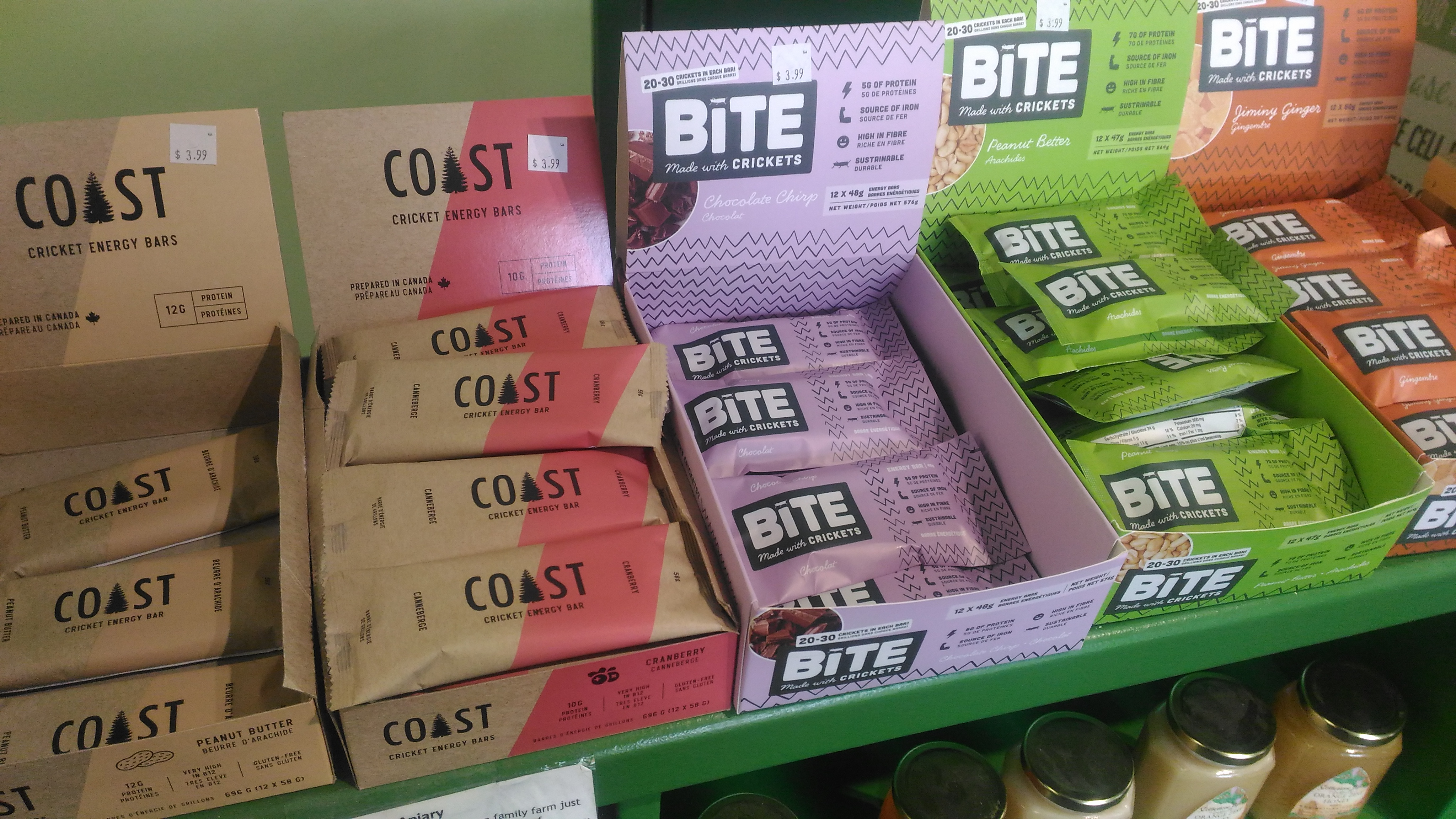
Baton energetic realizat cu greieri procesați
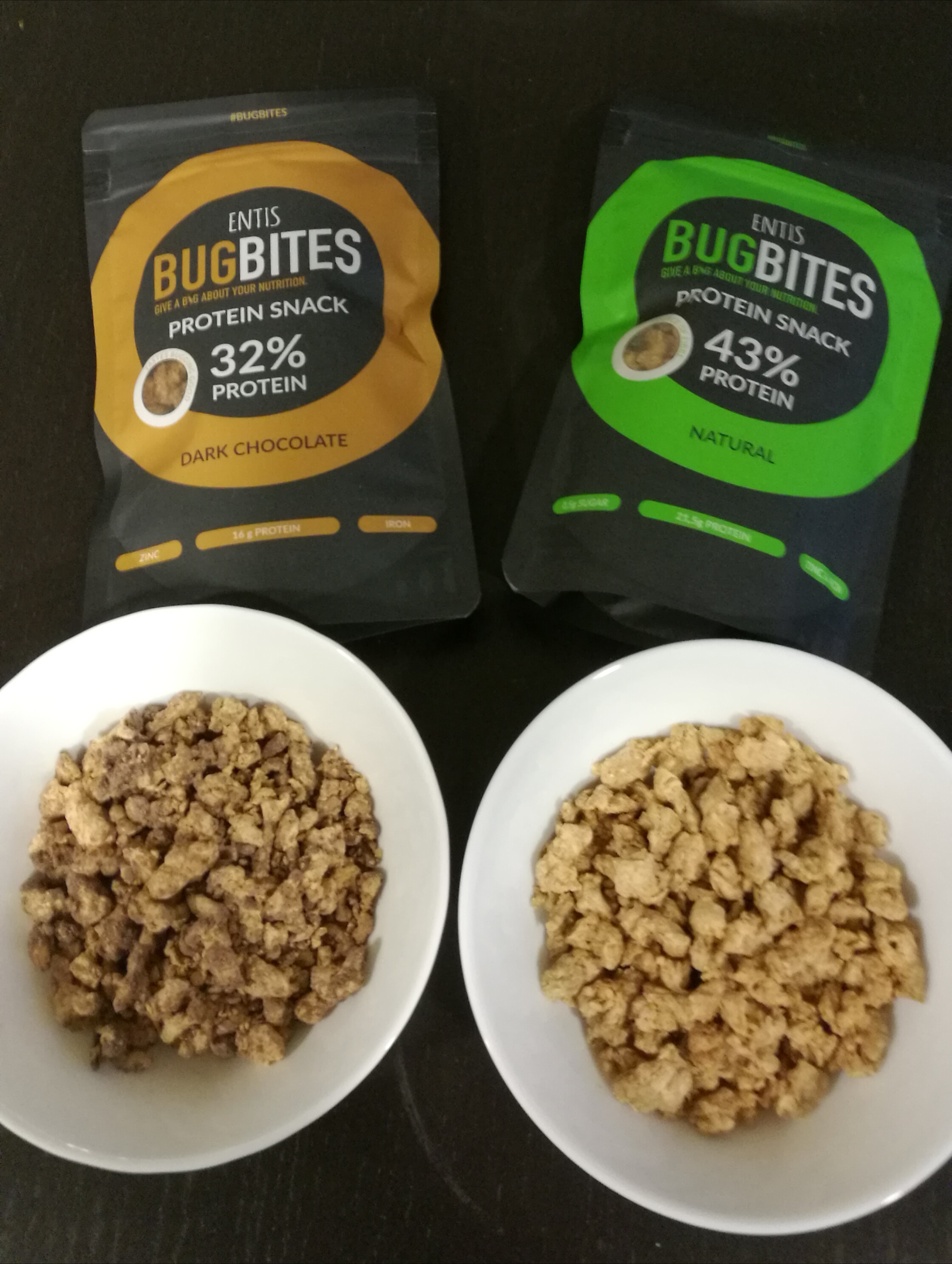
Gustări cu făină de greieri și ovăz

## Siguranța alimentelor
Ca și alte alimente, consumul de insecte prezintă riscuri pentru sănătate care decurg din pericole biologice, toxicologice și alergene. În general, insectele recoltate din sălbăticie prezintă un risc mai mare decât insectele de crescătorie, iar insectele consumate crude prezintă un risc mai mare decât insectele care sunt gătite înainte de consum. Condițiile de hrană și de creștere sunt principalii factori care influențează pericolele microbiologice și chimice ale insectelor de crescătorie.
Tabelul de mai jos a combinat datele din două studii publicate în Comprehensive Reviews in Food Science and Food Safety și a rezumat pericolele potențiale ale primelor cinci specii de insecte consumate de oameni.
| Ordin       | Denumirea comună       | Categoria de pericol | Pericol potențial                            |
| ----------- | ---------------------- | -------------------- | -------------------------------------------- |
| Coleoptera  | Gândac                 | Chimic               | Hormoni                                      |
| Coleoptera  | Gândac                 | Chimic               | Substanțe cianogene                          |
| Coleoptera  | Gândac                 | Chimic               | Contaminare cu metale grele                  |
| Lepidoptera | Vierme de mătase       | Alergic              |                                              |
| Lepidoptera | Vierme de mătase       | Chimic               | Thiaminase                                   |
| Lepidoptera | Molie de fagure        | Microbian            | Număr mare de bacterii                       |
| Lepidoptera | Molie de fagure        | Chimic               | Substanțe cianogene                          |
| Hymenoptera | Furnică                | Chimic               | Factori antinutriționali (tanin, acid fitic) |
| Orthoptera  | Greiere de casă        | Microbian            | Număr mare de bacterii                       |
| Hemiptera   |                        | Parazitar            | Boala Chagas                                 |
| Diptera     | Musca „soldatul negru” | Parazitar            | Miază                                        |

Pericolele identificate în tabelul de mai sus pot fi controlate în diferite moduri. Alergenii pot fi etichetati pe ambalaj pentru a se evita consumul de către consumatorii sensibili la alergii. Agricultura selectivă poate fi folosită pentru a minimiza pericolele chimice, în timp ce pericolele microbiene și parazitare pot fi controlate prin procesele de gătit.
Ca o garanție suplimentară pentru consumatori, etichetarea calității a fost introdusă de programul  Entotrust, o certificare independentă și voluntară a produselor alimentare pe bază de insecte, care permite producătorilor să comunice siguranța și sustenabilitatea activităților lor.

## Reglementare și autorizare

### Uniunea Europeană
În Uniunea Europeană, insectele comestibile – întregi sau parțiale, de exemplu, picioare, aripi sau capete – se încadrează în definiția hranei noi, dată de Comisia Europeană. Dosarele pentru mai multe specii de insecte sunt în prezent în curs de revizuire de către Autoritatea Europeană pentru Siguranța Alimentară (EFSA).
În august 2018, EFSA a publicat un prim profil de risc pentru greierele de casă ca hrană.  Conform unei evaluări a riscurilor publicată de EFSA la 13 ianuarie 2021, viermele galben de făină este sigur pentru consumul uman. La 2 iulie 2021, EFSA a publicat un alt aviz științific în care afirmă că lăcustele migratoare în stare congelată, uscată sau măcinată sunt sigure pentru consumul uman. La 17 august 2021, EFSA a publicat o evaluare a siguranței cu privire la greierii de casă (Acheta domesticus) care afirmă că formulările congelate și uscate din greierii de casă sunt sigure pentru consum. La 4 iulie 2022, EFSA a publicat un aviz care confirmă siguranța formulărilor congelate și liofilizate ale viermelui mic (Alphitobius diaperinus în stare larvară) pentru consumul uman.
În urma evaluării EFSA, Comisia Europeană a autorizat următoarele insecte comestibile ca alimente noi în UE:
- Larve uscate de Tenebrio molitor (viermi de făină) cu Regulamentul de punere în aplicare (UE) 2021/882 al Comisiei din 1 iunie 2021 (în vigoare la 22 iunie 2021).[56]
- Forme congelate, uscate și sub formă de pudră de lăcustă migratoare (Locusta migratoria) cu Regulamentul de punere în aplicare (UE) 2021/1975 al Comisiei din 12 noiembrie 2021 (în vigoare la 5 decembrie 2021).[57]
- Forme congelate, uscate și sub formă de pudră de greier de casă (Acheta domesticus) cu Regulamentul de punere în aplicare (UE) 2022/188 al Comisiei din 10 februarie 2022.[58]
- Forme congelate, paste, uscate și sub formă de pulbere ale larvelor mici de viermi de făină (Alphitobius diaperinus) cu Regulamentul de punere în aplicare (UE) 2023/58 al Comisiei din 5 ianuarie 2023.[59]

## Conștientizare
Ziua Mondială a Insectelor Comestibile, organizată la 23 octombrie, a fost introdusă de antreprenorul belgian Chris Derudder în 2015 pentru a crește gradul de conștientizare la nivel global cu privire la consumul de insecte comestibile, cu accent pe Europa, America de Nord și Australia.